# 二甲酚橙
二甲酚橙是一種有機試劑，最常以作四鈉鹽作為金屬滴定的指示劑。用於金屬滴定時呈現紅色，到達終點後變成黃色。歷史上其商業製劑一直非常不純，有時二甲酚橙的含量只有 20%，並且含有大量的半二甲酚橙和亞氨基二乙酸。現在純度已高達90%。
它具有螢光性，最大激發波長為440和570nm，最大發射波長為610nm。